# Арутюнов, Григорий Павлович
Григорий Павлович Арутюнов (род. 20 июня 1953 года) — советский и российский терапевт и кардиолог, член-корреспондент РАН (2016).

## Биография
Родился 20 июня 1953 года в городе Тбилиси Грузинской ССР (ныне — Грузия).
В 1977 году с красным дипломом окончил лечебный факультет 2-го МОЛГМИ имени Н. И. Пирогова. После окончания учился в ординатуре на кафедре пропедевтики внутренних болезней того же института, где и прошел путь от ординатора до профессора кафедры.
В 1991 году защитил докторскую диссертацию на тему «Темпы формирования очага некроза в миокарде и их прогностическая роль».
В 1994 году присвоено учёное звание профессора.
С 2001 г. заведовал кафедрой терапии Московского факультета РГМУ, с 2015 г. заведует кафедрой пропедевтики внутренних болезней и лучевой диагностики педиатрического факультета, далее кафедрой внутренних болезней педиатрического факультета, а затем – кафедрой пропедевтики внутренних болезней № 1 Института клинической медицины РНИМУ.
С 2008 по 2013 гг. – проректор по научной и лечебной работе РГМУ (РНИМУ) имени Н. И. Пирогова.
В 2016 году избран членом-корреспондентом РАН.
С 2024 года является директором Института клинической медицины РНИМУ им. Н. И. Пирогова.

## Научная деятельность
Ведёт исследования в области профилактики развития коронарной болезни сердца и её осложнений.
Выполнил Всероссийское эпидемиологическое исследование по выявлению встречаемости кахексии у больных с сердечно-сосудистыми заболеваниями.
Под его руководством разработаны и внедрены новые методы диагностики и коррекции лёгочной гипертензии, хронической сердечной недостаточности и острого инфаркта миокарда.
Автор более 270 статей в различных журналах, соавтор «Руководства по кардиологии» (2004), а также «Национального руководства по кардиологии» (2007), «Хроническая сердечная недостаточность» (2009), «Терапия факторов риска сердечно-сосудистых заболеваний».
Под его руководством защищены 19 кандидатских и 2 докторские диссертации.

### Научно-организационная деятельность
- вице-президент Российского научного медицинского общества терапевтов (РНМОТ)[3];
- президент Евразийской Ассоциации Терапевтов[4];
- член правления Всероссийского общества специалистов по сердечной недостаточности;
- член президиума Всероссийского научного общества кардиологов (ВНОК);
- ответственный секретарь национальных кардиологических журналов «Сердце» и «Журнал сердечная недостаточность», а также член редколлегии «Клиническая фармакология и терапия», заместитель главного редактора журнала "Клиническая нефрология, главный редактор журнала «Eurasian Journal of Internal Medicine», член редколлегии «European Journal of Internal Medicine».

## Награды
- Заслуженный врач Российской Федерации (2008)[5]